# Delemodacrys mourei
Delemodacrys mourei là một loài bọ cánh cứng trong họ Cerambycidae.